# Mix énergétique
Le mix énergétique, ou bouquet énergétique, est la répartition des différentes sources d'énergies primaires consommées dans une zone géographique donnée.
La part des énergies primaires dans la consommation mondiale, d'un pays, d'une collectivité, d'une industrie est généralement exprimée en pourcentages. Toutes les sources d'énergies primaires sont comptabilisées, notamment celles consommées pour les transports, le chauffage des bâtiments, etc. Le mix électrique, avec lequel il ne doit pas être confondu, ne prend en compte que les sources d'énergie contribuant à la production d'électricité ; or l'électricité ne représente que 18,5 % de la consommation finale d'énergie au niveau mondial.

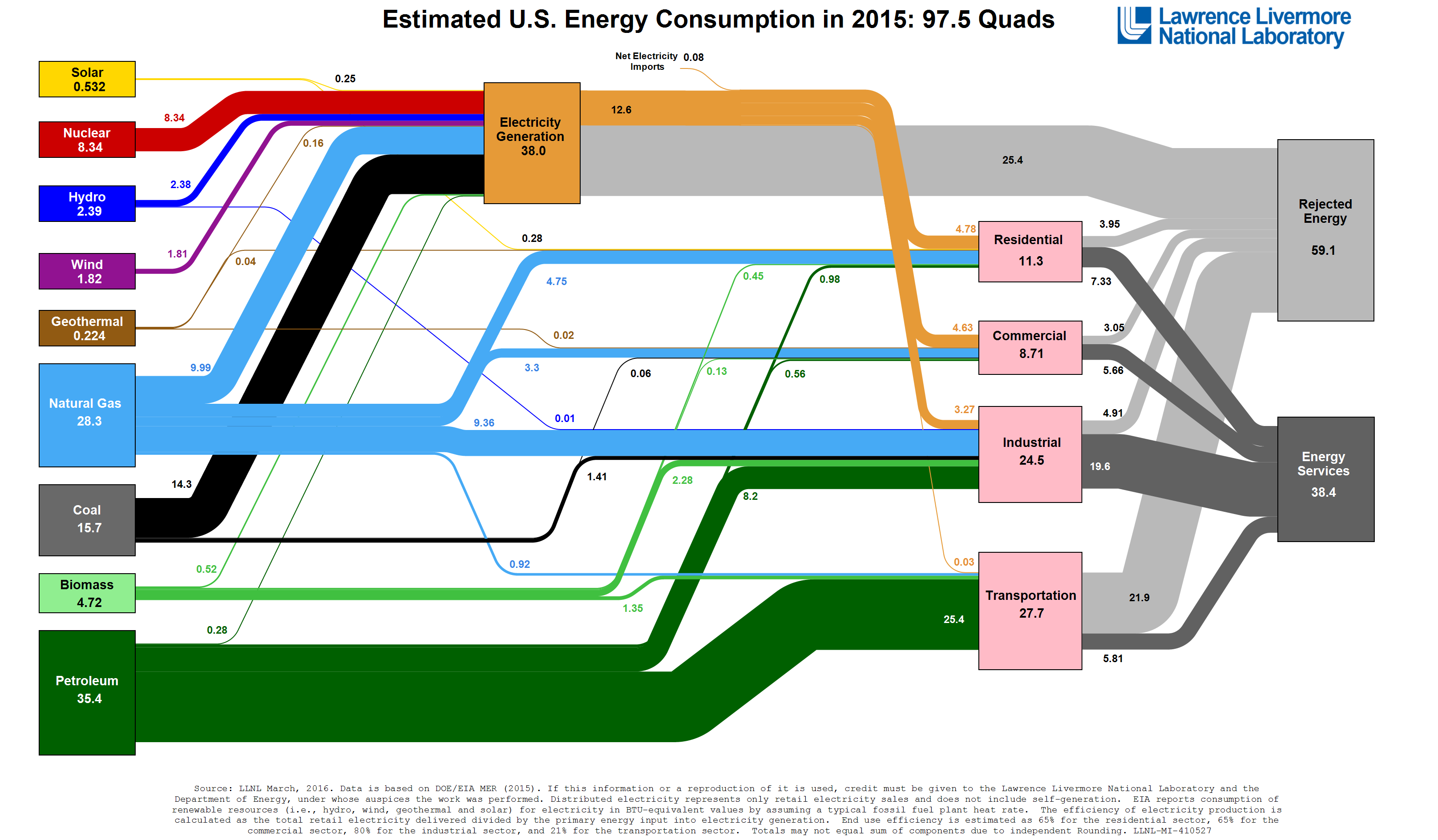
Bilan énergétique des États-Unis en 2015 – à gauche, les sources d'énergie primaire ; en rose, les consommations finales par secteur ; en gris, les pertes de conversion.
Source : Lawrence Livermore National Laboratory.

## Définitions
Le mix énergétique d'une zone géographique (pays, regroupement de pays, subdivision d'un pays) est la répartition de sa consommation intérieure brute d'énergie primaire entre les sources primaires de son approvisionnement ; on trouve aussi des calculs de mix énergétique d'une entreprise. Le terme anglais "mix" évoque le mélange, la combinaison ; une traduction correcte serait « bouquet énergétique ».

### Notion de consommation d'énergie primaire
Le bilan énergétique d'un pays trace sous la forme d'un tableau ou d'un graphique (Diagramme de Sankey) l'ensemble des flux d'énergie mesurés depuis l'acquisition des énergies primaires (production locale et importation) jusqu'à la consommation finale, en passant par les conversions d'énergies primaires en énergies secondaires : produits pétroliers obtenus par raffinage du pétrole brut, électricité produite dans les centrales électriques, etc. La partie amont d'un bilan énergétique regroupe les approvisionnements en énergies primaires par production locale et par importations, puis en déduit les exportations et les soutes internationales (carburants fournis aux avions et bateaux pour des trajets internationaux), et enfin corrige le résultat (approvisionnements nets) des variations de stocks pour aboutir à la consommation intérieure brute d'énergie primaire. La partie centrale du bilan énergétique retrace les transformations subies par ces énergies primaires (raffinage, production d'électricité, etc.) pour aboutir à la consommation finale d'énergie.

### Mix énergétique et mix électrique
On rencontre fréquemment une confusion entre mix énergétique et mix électrique. Or les statistiques de l'Agence internationale de l'énergie pour l'année 2017 montrent qu'au niveau mondial l'électricité ne représentait que 18,9 % 2017 de la consommation finale d'énergie (contre 18,5 % en 2015), ; elle est cependant en forte croissance : sa part n'était que de 13,3 % en 1990. En France, la part de l'électricité est plus élevée, mais reste très minoritaire : 24,3 % en 2017 (contre 24,7 % en 2015). L'essentiel de la consommation finale d'énergie est celle des transports : 29,6 %, dont 91 % sous forme de produits pétroliers, et celle du chauffage des locaux : la consommation de gaz et de produits pétroliers des secteurs résidentiel et tertiaire représente 16,9 %, sans compter celle de l'industrie ni le chauffage au bois.

### Imperfections de la notion d'énergie primaire
La notion d'énergie primaire était relativement claire et peu contestable lorsque le bilan énergétique ne comprenait quasiment que les sources fossiles et la biomasse, et avant le développement des échanges internationaux ; l'utilisation de ces ressources passait toujours par la combustion, avec des rendements assez proches d'une source à l'autre. Les distorsions introduites par l'hydroélectricité étaient corrigées par la « méthode de la substitution partielle » : l'énergie primaire de la production hydraulique était calculée en lui affectant un rendement de 36 %, de telle sorte que lors des années de faibles précipitations, l'offre totale d'énergie varie peu car la baisse de la production hydraulique était compensée par une quantité à peu près équivalente d’électricité produite au moyen de combustibles.
Mais la part croissante des importations a introduit un premier biais : les produits pétroliers importés sont mis sur le même plan que le pétrole brut, alors qu'ils ont déjà subi les pertes de raffinage ; les pays qui importent une part importante de leurs produits pétroliers ont ainsi, à consommation finale identique, une consommation primaire plus faible que ceux qui produisent ou importent du pétrole brut.
L'énergie nucléaire pouvait assez bien entrer dans ce cadre, puisque son utilisation passe également par la production de chaleur, puis sa transformation en électricité par un cycle thermodynamique. L'AIE applique à la production des centrales nucléaires un rendement de 33 % semblable à celui des centrales à charbon. Cependant, cette référence au charbon a perdu sa pertinence avec le développement des centrales à cycle combiné gaz qui sont actuellement (2018) les principales concurrentes des centrales nucléaires et atteignent un rendement de près de 62 %.
La notion d'énergie primaire est devenue de plus en plus artificielle et contestable avec l'apparition des énergies renouvelables électriques (hydroélectricité, éoliennes, solaire photovoltaïque) dont l'énergie primaire est convertie directement en électricité sans passer par l'intermédiaire thermodynamique. Il aurait été logique de définir comme énergie primaire l'énergie mécanique de la chute d'eau ou celle du vent, et pour le photovoltaïque la chaleur incidente du soleil ; mais le rendement de leur transformation en électricité est très différent de celui des sources thermiques, et cela aurait fait apparaître des pertes de conversion très élevées. L'Agence internationale de l'énergie a abandonné la « méthode de la substitution partielle » pour se rallier à celle de la « teneur énergétique physique » qui adopte par convention comme énergie primaire de ces sources l'électricité produite, fixant donc arbitrairement un rendement de 100 % pour ces trois énergies. Cela a pour conséquence de réduire fortement la part de ces énergies dans le mix énergétique. D'autres organismes ont effectué des choix différents : l'Energy Information Administration des États-Unis (EIA) a fixé par convention pour ces trois énergies un rendement identique à celui des centrales thermiques : 34 %, ce qui a l'avantage de leur donner une part dans le mix énergétique primaire peu différente de leur part dans la consommation finale d'énergie ; mais les statistiques de l'EIA présentent un inconvénient majeur : elles ne prennent en compte que les énergies commercialisées, et minorent donc fortement la part de la biomasse, qui est largement auto-consommée.
En conclusion, la notion d'énergie primaire est à manier avec précaution, ses imperfections pouvant conduire à des conclusions erronées ; il est préférable de se référer aux statistiques de consommation finale d'énergie, qui sont débarrassées de tous les biais relatifs aux pertes de conversion et à la répartition entre production locale et importations. C'est ce que fait l'Union européenne lorsqu'elle calcule la part des énergies renouvelables pour suivre la réalisation de ses objectifs d'augmentation de cette part : elle la calcule au niveau de la consommation finale brute et non au niveau de la consommation primaire.
La France fournit un bon exemple des distorsions dues aux conventions sur l'énergie primaire : selon les statistiques de l'AIE pour 2015, la part du nucléaire dans la consommation d'énergie primaire était de 46,2 %, alors qu'au niveau de la consommation finale d'énergie l'électricité n'a qu'une part de 24,7 %, dont 77 % de nucléaire ; la part du nucléaire dans la consommation finale n'est donc que de 19,0 %.

## Facteurs explicatifs
Parmi les nombreux facteurs qui déterminent le mix énergétique d'un pays, les plus importants sont les suivants :

### Ressources naturelles
Le premier facteur qui influence le mix énergétique est bien entendu la disponibilité de ressources naturelles : les pays qui disposent d'importantes ressources fossiles, hydrauliques, éoliennes, solaires ou de biomasse cherchent à les utiliser afin d'assurer leur autonomie énergétique, qui est l'une des motivations principales de toute politique énergétique. Ainsi, le premier choc pétrolier a suscité dans de nombreux pays développés des efforts de grande ampleur pour échapper à la dépendance au pétrole : programmes nucléaires français et japonais, programmes d'économie d'énergie, développement du chauffage au gaz, etc.
Ainsi, les pays qui disposent de ressources hydroélectriques abondantes parviennent parfois à produire la quasi-totalité de leur électricité à partir de cette source d'énergie : Norvège, Islande (hydraulique + géothermie), Brésil, Québec. Les pays disposant de ressources forestières utilisent largement le bois comme combustible : Canada, Suède, Finlande, etc. Les pays producteurs de pétrole ont généralement une consommation de pétrole par habitant largement supérieure à la moyenne, etc. Ainsi, la consommation intérieure primaire de pétrole atteint 4,77 tep par habitant en Arabie saoudite contre 0,59 tep en moyenne mondiale.

### Niveau scientifique et technique
Un autre facteur déterminant est le niveau atteint en matière de compétences scientifiques et techniques : les techniques les plus novatrices et les plus complexes (Hydroélectricité, nucléaire, éolien, solaire) se sont développées d'abord dans les pays développés : Europe, États-Unis, Japon, Russie puis Chine. Les pays qui disposent de peu de ressources naturelles, mais ont des ressources humaines de haut niveau de qualification se tournent souvent vers l'énergie nucléaire : France, Japon, Corée du Sud, Chine, et plus récemment vers l'éolien, le solaire, le biogaz : Allemagne, Chine, etc.

### Coûts des énergies
Un troisième facteur essentiel est le coût des énergies : coût d'extraction des combustibles fossiles, coûts de transport, coût des investissements dans les moyens de conversion en énergie secondaire : raffineries, centrales électriques, centrales de cogénération, et dans les réseaux de transport et de distribution, etc. C'est ainsi qu'aux États-Unis, la mise au point des techniques de fracturation hydraulique permettant l'extraction du gaz de schiste a entraîné une forte baisse des prix du gaz naturel, qui a pu alors évincer progressivement le charbon pour la production d'électricité, entraînant une vague de fermetures de centrales à charbon ; de 2008 à 2017, la production d'électricité à base de gaz naturel a progressé de 44 % alors que celle à base de charbon a reculé de 39 %, et le gaz a dépassé le charbon à partir de 2016.

### Politiques énergétiques
Les politiques énergétiques visent à orienter ou à optimiser les décisions d'investissement et d'approvisionnements énergétiques. Elles utilisent divers moyens : taxes, subventions, normes, obligations ou objectifs imposés sous peine de sanctions, etc. Leurs motivations sont très diverses : de nombreux gouvernements subventionnent les énergies fossiles, les carburants ou d'autres produits énergétiques pour se concilier les consommateurs et certaines industries de l'énergie, ou pour améliorer la compétitivité du secteur des transports. Ainsi, l'Agence internationale de l'énergie évaluait la valeur des subventions mondiales liées à la consommation de combustibles fossiles à 260 milliards de dollars en 2016, dont environ 40 % pour le pétrole et autant pour l'électricité carbonée ; en comparaison, au même moment, les subventions au déploiement des énergies renouvelables étaient estimées à environ 170 milliards de dollars. Ces estimations de l'AIE sur les subventions à la consommation d'énergie fossile diffèrent de celles de l'OCDE et du FMI, qui prennent également en compte les niches fiscales, qui sont d'autres formes de soutien à certaines énergies ; la plupart des gouvernements taxent les importations ou la consommation de produits importés afin de privilégier les sources d'énergies locales dans un but d'autonomie énergétique (par exemple la TICPE en France) ; de nombreuses réglementations visent à combattre la pollution dans un objectif de santé publique (éviction du diesel dans plusieurs villes d'Europe, quotas d'immatriculations en Chine) et à lutter contre les émissions de gaz à effet de serre (taxe carbone).
En France, le mix énergétique fait l'objet d'une politique d'anticipation et de régulation instituée par l'article 176 de la loi de transition énergétique (TECV), la Programmation pluriannuelle de l'énergie (PPE), qui doit être déclinée par les collectivités et acteurs énergétiques aux échelles régionale et locale.

## Sources d'énergie
Le mix énergétique se compose des sources d'énergie suivantes.

### Sources d'énergies non renouvelables
Elles sont disponibles en quantité limitée. Il s’agit principalement des énergies fossiles : 81,4 % de la consommation mondiale d'énergie primaire en 2015 (pétrole : 31,8 %, charbon : 28,1 %, gaz naturel : 21,6 %) et de l’énergie nucléaire : 4,9 %. Au niveau de la consommation finale d'énergie, le classement est sensiblement différent : la part des énergies fossiles reste à peu près la même : 81,8 %, mais le poids du pétrole est beaucoup plus élevé : 41,8 %, aux dépens du charbon : 19,6 % et secondairement du gaz naturel : 20,3 % ; la part du nucléaire est ramenée à 2,0 %,.

#### Gaz naturel
Doté d’atouts environnementaux par rapport aux autres énergies fossiles, le gaz naturel a vu sa part dans le mix énergétique mondial augmenter régulièrement depuis les années 1970 ; les réserves existantes sont importantes.

##### Gaz de schiste
Le gaz de schiste constitue une opportunité récente de réduction de la part du charbon dans le mix énergétique. Aux États-Unis, seul pays à l'exploiter à grande échelle depuis quelques années, il est devenu à partir de 2009 une énergie de transition. Le gaz, produit en grandes quantités et à des coûts intéressants, tend ainsi à se substituer au charbon dans le mix énergétique américain. La part du charbon a ainsi baissé spectaculairement de 46 % en 2010 à 39 % en 2011, tandis que celle du gaz naturel a augmenté de 22 à 26 % dans le même temps. Ce changement de mix énergétique a eu un impact significatif sur les émissions de CO2 américaines, qui en 2011 étaient à leur plus bas depuis 20 ans selon l'Agence d'information sur l'énergie (AIE), mais ceci ne prend pas en compte les émissions de méthane, dont le pouvoir de réchauffement global est 28 fois plus élevé que celui du CO2.

#### Énergie nucléaire
L’énergie nucléaire représente 4,9 % de la consommation mondiale d'énergie primaire en 2015, mais seulement 2,0 % de la consommation finale d'énergie.
31 pays l'intègrent dans leur mix énergétique en 2018, totalisant 453 réacteurs en état de fonctionnement, avec en tête de liste les États-Unis (99 réacteurs), la France (58), la Chine (42), le Japon (42) et la Russie(37) ; 57 réacteurs sont en construction.
Plusieurs pays ont cependant décidé leur sortie du nucléaire civil et la question de sa légitimité face au risque qu’elle peut représenter a été remise au cœur du débat à la suite de l'Accident nucléaire de Fukushima : l'Allemagne a décidé en 2011 d’arrêter ses 17 réacteurs d’ici 2022. La Suisse a également décidé par référendum le 21 mai 2017 une révision de la loi sur l’énergie qui interdit la construction de centrales nucléaires, menant donc à une sortie progressive de l'énergie nucléaire. L’Italie a également décidé par référendum en juin 2011 d'abandonner le retour au nucléaire adopté l'année précédente par le gouvernement Berlusconi ; un premier référendum avait décidé en 1987 de suspendre le programme nucléaire italien, un an après la catastrophe de Tchernobyl. En Belgique, une loi de 2003 a programmé la sortie du nucléaire en 2025 ; elle a été confirmée en 2015, puis par un accord gouvernemental le 30 mars 2018,.
Quelques pays ont abandonné leur programme nucléaire pour des raisons économiques : fin 2011, le Mexique a renoncé à son projet de construction de dix réacteurs nucléaires après la découverte de gisements de gaz naturel. En novembre 2016, l'Assemblée Nationale du Vietnam a voté une résolution pour annuler les projets de deux centrales nucléaires « à cause des conditions économiques actuelles dans notre pays » ; ces centrales seront remplacées par 6 GWe de gaz et de charbon pour 2030.
Par contre, la Suède a décidé en février 2009 de revenir sur un moratoire sur le nucléaire datant de 1980 et a autorisé la modernisation et le remplacement de ses dix réacteurs nucléaires en activité. En 2011, souhaitant avant tout être en pointe dans la réduction des émissions de CO2, Stockholm a maintenu son plan de relance de l'atome. Au Japon, après Fukushima et l'arrêt des 50 réacteurs existants, le Premier ministre de centre gauche avait envisagé la sortie du nucléaire ; mais le nouveau Premier ministre Shinzō Abe, dès son arrivée au pouvoir le 26 décembre 2012, a affirmé son intention de faire redémarrer le parc nucléaire dans les meilleurs délais, dès que les opérateurs se seront adaptés aux nouvelles normes de sécurité édictées par l’autorité japonaise de régulation nucléaire, la NRA, institution indépendante créée après l'Accident nucléaire de Fukushima ; au 5 juillet 2018, le parc nucléaire japonais compte neuf réacteurs en service (9,1 GW, six réacteurs « bien avancés » dans le processus de redémarrage (6,3 GW), 24 autres réacteurs potentiellement « opérationnels » (23,3 GW) et trois réacteurs en construction (4,1 GW) ; le ministère de l'Industrie (METI) a dévoilé le 3 juillet 2018 le cadre de sa future politique énergétique : les centrales nucléaires devraient produire au moins 20 % de l'électricité du pays d'ici 2030.
En juillet 2018, 57 réacteurs nucléaires sont en construction (57,9 GW), dont 15 en Chine (15,2 GW), 7 en Inde (4,8 GW), 6 en Russie (4,6 GW), 4 dans les Émirats arabes unis (5,4 GW), 4 en Corée du sud (5,4 GW) ; les 21 autres réacteurs sont répartis dans 12 pays.

### Sources d'énergies renouvelables

#### Hydroélectricité
L'hydroélectricité, c'est-à-dire l’électricité produite grâce à l’énergie potentielle de l’eau des fleuves et des rivières, est la principale source mondiale d’électricité d’origine renouvelable.
Il existe d'autres sources d'énergies faisant intervenir l'eau des océans, dites énergies marines, comme l'énergie marémotrice qui s'appuie sur la force des marées pour produire de l'électricité, soit grâce à l'énergie potentielle en retenant l'eau à marée haute comme c'est le cas de l'usine marémotrice de la Rance, soit en utilisant les courants des marées pour faire tourner une turbine baptisée hydrolienne.

#### Biomasse
Les statistiques regroupent souvent l'énergie issue de la biomasse avec celle issue des déchets par incinération pour produire de l'électricité et de la chaleur, ou par méthanisation pour produire du biogaz.

#### Énergie thermique extraite de milieux ambiants
Les pompes à chaleur sont de plus en plus utilisées pour chauffer ou refroidir des locaux par extraction de calories de l'air ambiant, du sol ou de l'eau.

## Mix énergétiques à travers le monde

### Monde
| Source d'énergie            | Consommation d'énergie primaire MTep | Mix énergétique primaire | Production d'électricité (TWh) | Mix électrique | Consommation finale d'énergie MTep | Mix énergétique secondaire |
| Pétrole                     | 4 334                                | 31,8 %                   | 990                            | 4,1 %          | 3 922                              | 41,8 %                     |
| Gaz naturel                 | 2 944                                | 21,6 %                   | 5 543                          | 22,8 %         | 1 909                              | 20,3 %                     |
| Charbon                     | 3 836                                | 28,1 %                   | 9 538                          | 39,2 %         | 1 842                              | 19,6 %                     |
| Nucléaire                   | 671                                  | 4,9 %                    | 2 571                          | 10,6 %         | 184                                | 2,0 %                      |
| Hydroélectricité            | 334                                  | 2,5 %                    | 3 978                          | 16,3 %         | 284                                | 3,0 %                      |
| Éolien, solaire, géothermie | 201                                  | 1,5 %                    | 1 195                          | 4,9 %          | 134                                | 1,4 %                      |
| Biomasse et déchets         | 1 323                                | 9,7 %                    | 528                            | 2,2 %          | 1 108                              | 11,8 %                     |
| Total                       | 13 647                               | 100 %                    | 24 345                         | 100 %          | 9 384                              | 100 %                      |

Quelques explications :
- pétrole : la transformation en électricité étant peu répandue, les pertes sont faibles : elles se limitent pour l'essentiel aux pertes de raffinage ;
- gaz naturel : une part importante est transformée en électricité (38 % en 2015, en comptant la cogénération), mais avec des rendements souvent élevés (cycle combiné) ; le taux des pertes de conversion (+transport, etc..) est d'environ un tiers ;
- charbon : les deux tiers sont convertis en électricité, avec des rendements médiocre de l'ordre du tiers ; les pertes dépassent 50 % ;
- nucléaire : 100 % électricité, avec un rendement conventionnel de 35 % ; les pertes (conversion, transport, etc.) atteignent 72 % ;
- hydroélectricité : pertes modestes : environ 15 % (transport et auxiliaires) ; les pertes de transport peuvent être élevées lorsque les centrales sont très éloignées des centres de consommation (Brésil, Chine, Canada) ;
- biomasse : peu de transformation en électricité, d'où pertes modestes : environ 16 %.

### Afrique
Kenya : le mix énergétique primaire du Kenya en 2015 est dominé par la biomasse : 64,6 %, le pétrole : 17,4 % et la géothermie : 15,4 % ; le charbon contribue pour 1,4 % et l'hydroélectricité pour 1,3 %. La production électrique du Kenya provient en 2015 en majorité de la géothermie (46,4 %) et de l'hydroélectricité (39,2 %), des produits pétroliers (12,5 %) et plus marginalement de diverses énergies renouvelables (biomasse 1,3 %, éolien 0,6 %). La puissance installée totale est de 1 460 MW. Toutefois, la production hydroélectrique dépendant d'aléas climatiques comme la sécheresse, et les énergies fossiles étant onéreuses, le Kenya a entrepris en 2011 plusieurs projets de production d'électricité éolienne. À proximité du lac Turkana, le plus grand parc éolien d'Afrique était en projet en 2012 ; il vendra son électricité au fournisseur public Kenya Power à 7,52 centimes d'euro/kWh, bien meilleur marché que l'énergie hydroélectrique majoritairement utilisée dans le pays. Après plusieurs retards (faillite du principal constructeur, espagnol, remplacé par un chinois), ce parc devrait être terminé en septembre 2018.